# Dámódar
Dámódar (anglicky Damodar River, hindsky दामोदर) je řeka ve státech Džhárkhand a Západní Bengálsko v severovýchodní Indii. Je to pravý přítok Huglí. Je 580 km dlouhá.

## Průběh toku
Pramení na planině Čhota-Nagpur. Na středním a dolním toku protéká Indoganžskou nížinou a ústí do ramena delty Gangy Huglí. Hlavním přítokem je zleva řeka Barakar.

## Vodní režim
Vyšší vodnosti dosahuje v létě a na podzim. Někdy je vzestup hladiny doprovázen katastrofálními povodněmi. Řeka se rozlévá do okolí.

## Využití
Na dolním toku je splavná. V povodí řeky je od roku 1948 budován Dámódarský hydrosystém, který je největší v Indii. Zahrnuje čtyři vodní elektrárny, dvě tepelné elektrárny, několik přehradních nádrží a zavlažovacích kanálů.